# Magyar Földtani Védegylet
A Magyar Földtani Védegylet Egyesület – a földrajzzal kapcsolatos kutatási, oktatási, környezetvédelmi, természetvédelmi, ismeretterjesztési és kulturális tevékenységet tűzve ki céljául. Ezekkel a tevékenységekkel a magyar geotudomány hírnevét kívánja öregbíteni.

## Leírása
A 2008-ban Szegeden megalakult egyesület a földtudományok és a kapcsolódó diszciplinák teljes spektrumát lefedve kutatási, oktatási, környezetvédelmi, természetvédelmi, ismeretterjesztési és kulturális tevékenységét tekinti elsődleges céljának, alaptevékenységének. 
Az Egyesület a nagy múltra és hagyományokra visszatekintő magyar geotudomány hírnevét kívánja öregbíteni azáltal, hogy óvja és védi a természet értékeit, illetve terjeszti a földtudomány eredményeit.
A Védegylet minden tevékenységét a környezettudatosság és a fenntarthatóság értékeinek szellemében végzi, célja, hogy az emberi tevékenységek hatásai a természet teherbíró képességének határain belül maradjanak. Ezen értékek közvetítése – elsődlegesen az ifjúság és a diákok felé – a szervezet egyik fő prioritása, ezáltal is törekedve a természetvédelem területén az állampolgári részvétel lehetőségeinek bővítésére.